# Rue Andre-Nikolića
La Rue Andre-Nikolića (en serbe cyrillique : Андре Николића) est une voie de Belgrade, la capitale de la Serbie.

## Situation et accès
Située dans la municipalité urbaine de Savski venac, la « rue Andre Nikolića » naît à la hauteur d'un rond-point du Bulevar Vojvode Putnika. Elle s'oriente vers l'ouest et passe le croisement des rues Vase Pelagića (sur sa gauche) et Petra čajkovskog (sur sa droite) ; elle croise ensuite la rue Stolačka (à droite) et traverse la rue Banjičkih žrtava. Elle se termine en impasse.

## Origine du nom
Le nom de la rue est un hommage à Andra Nikolić (1853-1918), qui fut ministre de l'Éducation et membre de l'Académie royale de Serbie.

## Bâtiments remarquables et lieux de mémoire
- L'ambassade d'Égypte est installée au n° 12[2].
- Le Musée d'art africain de Belgrade, qui a ouvert ses portes en 1977, se trouve au n° 14[3].
- Un supermarché Mini Maxi est situé est situé au n° 3[4].